# Beverwijcksplein
Het Beverwijcksplein is een plein en straat in de stad Dordrecht, in de Nederlandse provincie Zuid-Holland.

## Achtergrond
De Schuttersweide, zoals het Beverwijcksplein eerst heette, werd vernieuwd doordat de nabijgelegen Stationsstraat en Johan de Wittstraat in de jaren 1875-1880 een belangrijke verandering ondergingen. Bij de plannen omtrent het plein stond de bouw van het Gemeenteziekenhuis centraal en kon het Sacramentsgasthuis worden afgebroken. Met de bouw van het Stedelijk Gymnasium werd de vernieuwing van het Beverwijcksplein in 1880 afgerond.
De cholera-epidemieën van de 19e eeuw vormden de aanleiding van de bouw van het nieuwe ziekenhuis. In 1876 werd een waterleiding gelegd. Hierop werd het ziekenhuis aangesloten. De bewoners rond het plein konden hun woning eveneens op de leiding laten aansluiten. Hiervoor betaalden zij ƒ 5,- per jaar. Na 35 jaar verhuisde het ziekenhuis naar de Bankastraat in de Vogelbuurt. Hierna deed het pand dienst als gemeentegebouw en was later de GG&GD (gemeentelijke geneeskundige en gezondheidsdienst) er gehuisvest, voordat deze in 1941 naar de Johan de Wittstraat verhuisde.
In de jaren 30 van de 20e eeuw werd het Vereenigd Wees- en Nieuw Armhuis omgedoopt tot Stichting voor Kinderverzorging. Bij deze verandering vestigde de sociale instantie zich aan het Beverwijcksplein.
In de Tweede Wereldoorlog was er een arbeidsbureau gevestigd aan het plein. Hier moesten mannen zich bij de Deutschen Fachberater melden voor verplichte deelname aan de arbeidsinzet. Door de lage opkomst organiseerden de nazi's twee razzia's waarbij duizenden Dordtenaren werden opgepakt. Op de gemeentelijke Secretarie-afdeling aan het Beverwijcksplein moesten eveneens alle Joodse inwoners van Dordrecht zich aanmelden. Na de bevrijding hield burgemeester Jacob Bleeker een toespraak op het Beverwijcksplein.
De fontein die in 1894 op het plein werd geïnstalleerd, staat er nog altijd. Het bouwwerk is een opvallend herkenningspunt.